# Patrik Eliáš
Patrik Eliáš (* 13. April 1976 in Třebíč, Tschechoslowakei) ist ein ehemaliger tschechischer Eishockeyspieler. Der linke Flügelstürmer absolvierte von 1995 bis 2016 über 1400 Spiele für die New Jersey Devils in der National Hockey League und gewann mit dem Team zweimal den Stanley Cup. Ferner erzielte er über 1000 Punkte in der NHL und hält damit die Franchise-Rekorde der Devils für die meisten Tore, Vorlagen und Punkte, sodass das Team seine Trikotnummer sperrte. Mit der tschechischen Nationalmannschaft gewann er jeweils Bronzemedaillen bei Weltmeisterschaften sowie den Olympischen Winterspielen 2006.

## Karriere

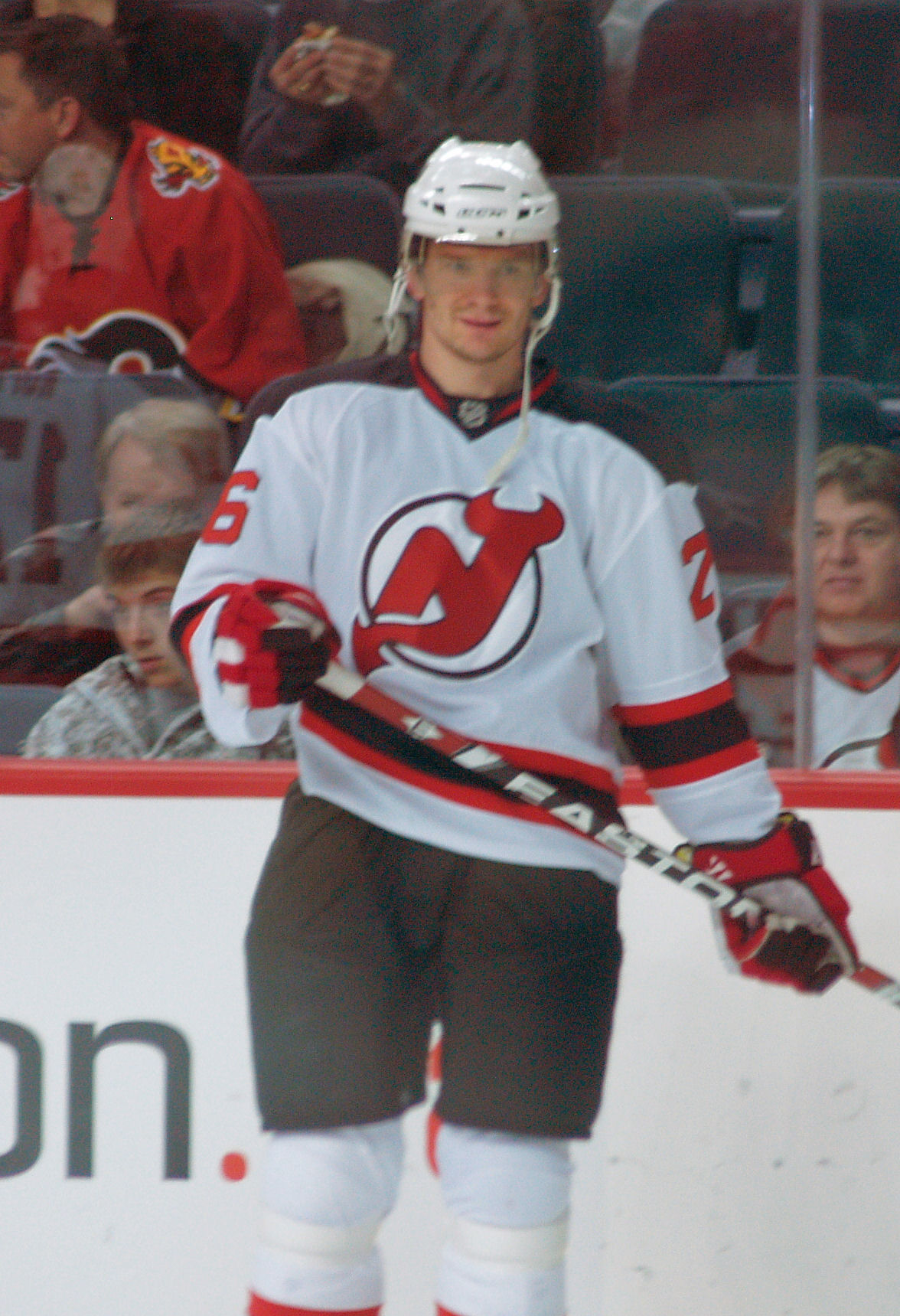
Eliáš im Trikot der New Jersey Devils

Patrik Eliáš  begann seine Karriere bei Poldi Kladno und wurde beim NHL Entry Draft 1994 in der zweiten Runde an Position 51 von den New Jersey Devils ausgewählt. Im selben Jahr wurde er von Sarnia Sting im CHL Import Draft an dritter Stelle ausgewählt. Allerdings spielte er bis 1995 für seinen Heimatverein in der ersten tschechischen Extraliga, bevor er 1995 zu den Albany River Rats, dem Farmteam der New Jersey Devils aus der AHL, wechselte. Noch im selben Jahr bestritt Elias sein erstes NHL-Spiel für die Devils. In der Saison 2000/01 sammelte er mit 96 Punkten die meisten innerhalb der Mannschaft und war der Spieler mit der besten Plus/Minus-Statistik in der Liga.
Mit New Jersey gewann er zweimal den Stanley Cup, 2000 und 2003.
In der Zeit des NHL-Lockouts in der Saison 2004/05 absolvierte er 28 Hauptrundenspiele für den HC Znojemští Orli und 17 Hauptrundenspiele für die russische Mannschaft HK Metallurg Magnitogorsk.
Vor der Saison 2006/07 wurde er zum Mannschaftskapitän der Devils ernannt, gab diesen Posten jedoch in der Saison 2007/08 an Jamie Langenbrunner ab. 2009 und 2012 gewann er die höchste tschechische Auszeichnung im Eishockey, den Zlatá hokejka.
Während der Saison 2014/15 gelang Eliáš sein 1000. Scorerpunkt in der National Hockey League.
Im März 2017 gab Eliáš offiziell das Ende seiner aktiven Karriere bekannt. Zu diesem Zeitpunkt hielt er die Franchise-Rekorde der Devils für die meisten Tore (408), Vorlagen (617), Punkte (1025) sowie Punkte in einer Saison (96; 2000/01). Zugleich verkündeten die New Jersey Devils, seine Rückennummer 26 im Laufe der nächsten Saison offiziell zu sperren, was am 25. Februar 2018 auch geschah.

### International
Patrik Eliáš absolvierte drei Spiele für die tschechische Nationalmannschaft bei der Eishockey-Weltmeisterschaft der Herren 1998 und erzielte dabei ein Tor.
2002 spielte Eliáš erneut für die Auswahl der Tschechen bei den Olympischen Winterspielen in Salt Lake City. In vier Spielen erzielte er jeweils ein Tor und einen Assist. Außerdem nahm Eliáš beim World Cup of Hockey teil und erzielte in fünf Spielen drei Tore und zwei Assists.

## Erfolge und Auszeichnungen
- 1997 Teilnahme am AHL All-Star Classic
- 1998 NHL All-Rookie Team
- 2000 Teilnahme am NHL All-Star Game
- 2000 Stanley-Cup-Gewinn mit den New Jersey Devils
- 2001 NHL Plus/Minus Award (gemeinsam mit Joe Sakic)
- 2001 NHL First All-Star Team
- 2002 Teilnahme am NHL All-Star Game
- 2003 Stanley-Cup-Gewinn mit den New Jersey Devils
- 2009 Zlatá hokejka
- 2011 Teilnahme am NHL All-Star Game
- 2015 Teilnahme am NHL All-Star Game
- 2018 Sperrung der Trikotnummer 26 durch die New Jersey Devils
- 2022 Aufnahme in die Tschechische Eishockey-Ruhmeshalle

### International
- 1994 Bronzemedaille bei der U18-Junioren-Europameisterschaft
- 1994 All-Star-Team der U18-Junioren-Europameisterschaft
- 1998 Bronzemedaille bei der Weltmeisterschaft
- 2006 Bronzemedaille bei den Olympischen Winterspielen
- 2011 Bronzemedaille bei der Weltmeisterschaft

## Karrierestatistik

### International
Vertrat Tschechien bei:
- U18-Junioren-Europameisterschaft 1994
- Weltmeisterschaft 1998
- Olympischen Winterspielen 2002
- World Cup of Hockey 2004
- Olympischen Winterspielen 2006
- Weltmeisterschaft 2008
- Weltmeisterschaft 2009
- Olympischen Winterspielen 2010
- Weltmeisterschaft 2011
- Olympischen Winterspielen 2014

(Legende zur Spielerstatistik: Sp oder GP = absolvierte Spiele; T oder G = erzielte Tore; V oder A = erzielte Assists; Pkt oder Pts = erzielte Scorerpunkte; SM oder PIM = erhaltene Strafminuten; +/− = Plus/Minus-Bilanz; PP = erzielte Überzahltore; SH = erzielte Unterzahltore; GW = erzielte Siegtore; 1 Play-downs/Relegation; Kursiv: Statistik nicht vollständig)

## Familie
Eliáš ist verheiratet und Vater zweier Töchter.